# Économie bleue
Ne doit pas être confondu avec Stratégie océan bleu.

Schéma représentant l'économie océanique.

L'économie bleue, appelée aussi croissance bleue, économie des océans, économie de l'océan ou économie océanique, est un concept économique relatif à des activités économiques dans les milieux aquatiques marins voire continentaux. Sa définition et son domaine d'application précis varient selon les organisations ou les chercheurs.

## Origine
Ce concept économique, initié par l'industriel belge Gunter Pauli en 2010, est promu à la Conférence des Nations unies sur le développement durable 2012, via le rapport préparatoire du PNUE « l'économie verte dans un monde bleu » qui met en avant l'exploitation des ressources aquatiques dans un contexte de croissance mondiale réduite et de ressources continentales (notamment minières) déjà largement exploitées.
La communauté scientifique,, les organisations non-gouvernementales ou les thinktank (EIU, 2015) critiquent la faible durabilité de l'économie verte et bleue et une définition peu précise. Au vu de ces critiques, « les grandes instances internationales telles la Commission européenne, plusieurs agences des Nations Unies, l’OCDE, la Banque mondiale, et plusieurs pays comprennent la nécessité de restreindre le champ des potentiels de l’économie bleue, à celui d’une « économie bleue durable » (ou SBE en anglais), équivalente à la « sustainable ocean economy » (SOE) dont ne pourront faire partie que des activités humaines reconnues comme vraiment « durables » ».

## Contributions des principaux secteurs de l'économie océanique
Dans un rapport publié en 2015, l'organisation WWF estime que les activités et ressources puisées dans les océans rapportent 2 500 milliards de dollars par an. Les secteurs les plus importants de l'économie de l'océan sont l'extraction d'hydrocarbures (l'exploitation du pétrole et du gaz offshore génère près de 45 % des recettes annuelles), le matériel et la construction maritimes (19 %), la pêche industrielle et artisanale ainsi que l'aquaculture (15 %), l'expédition par conteneur (8 %), les chantiers navals (construction et réparation : 6 %), , le tourisme de croisière (3 %), les activités portuaires (2 %) et les éoliennes en  mer (2%). Les opérations de concentration dans l'économie océanique ont affecté l'ensemble des huit secteurs majeurs de l'économie bleue qui génèrent près de 1,9 trillions de dollars par an : 60 % du chiffre d'affaires sur l'ensemble de ces secteurs est détenu par 100 grands groupes multinationaux (les « Ocean 100 »),.
L'économie bleue de l'Union Européenne englobe tous les secteurs et toutes les industries liés aux océans, aux mers et aux côtes, qu'ils relèvent directement du milieu marin (comme le transport maritime, la fourniture de produits de la mer ou la production d'énergie) ou du milieu terrestre (comme les ports, les chantiers navals ou les infrastructures côtières).